# Benz Patent Motorwagen číslo 1
Benzův patentní motorový vůz číslo 1 (nebo také Benzova tříkolka 1, německy Benz Patent-Motorwagen Nummer 1), vyrobený v roce 1886 Carlem Benzem, je považován za první automobil poháněný spalovacím motorem.
Od mládí se Benz snažil sestrojit vůz, který by se pohyboval pomocí motoru spojeného s podvozkem (nebylo jednoduché přidat motor na stávající vozidlo). Patent na toto vozidlo získal Benz dne 29. ledna 1886, zapsán byl jako Deutsches Reichspatent č. 37435. První veřejné představení prototypu se konalo v červnu 1886 v Mannheimu.
Tento vůz má mnoho podobností s moderními vozy, jako jsou benzínový motor, elektrické zapalování, karburátor, vodní chladič a podvozek.

## Kočár bez koní

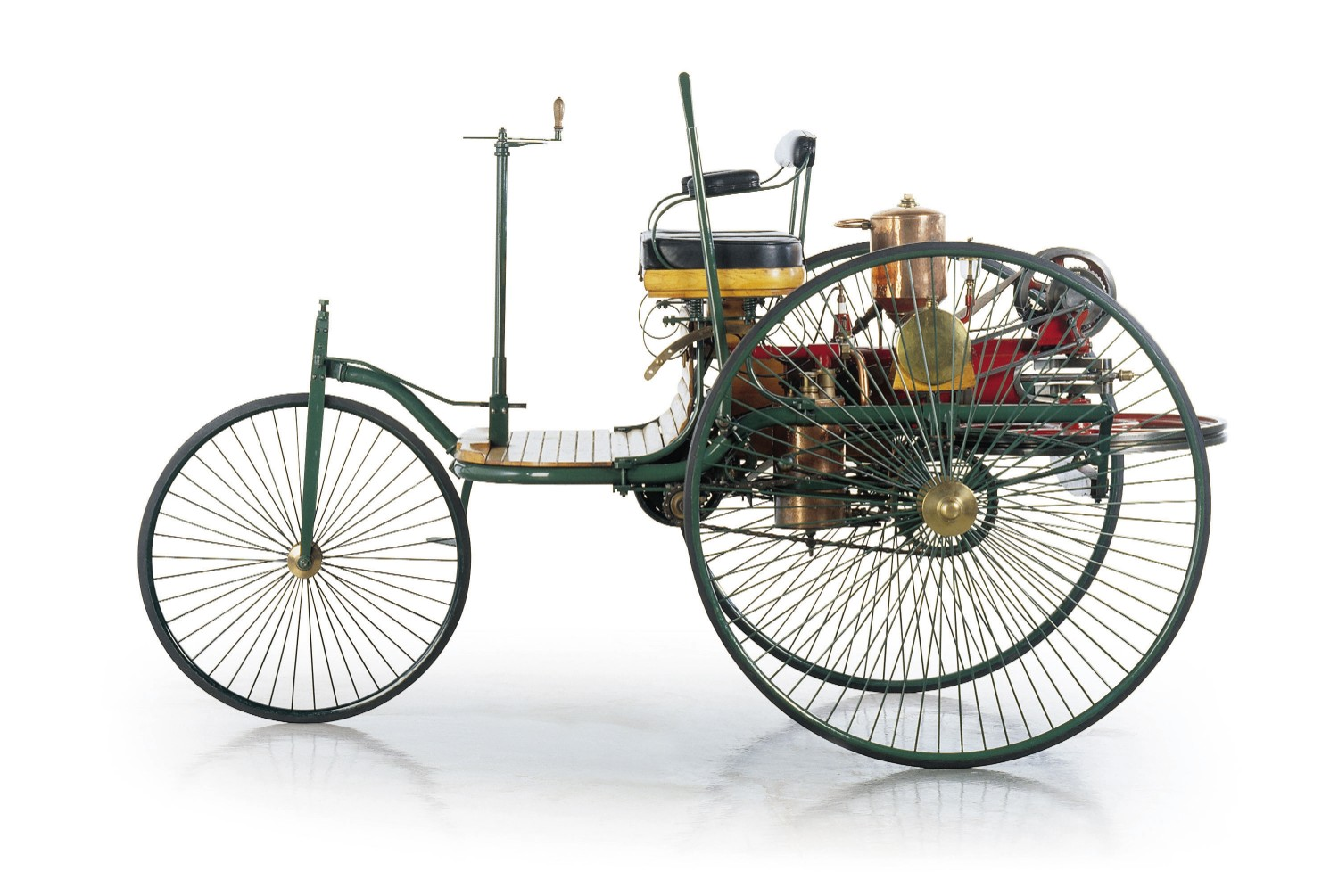
Benz Patent Motorwagen číslo 1

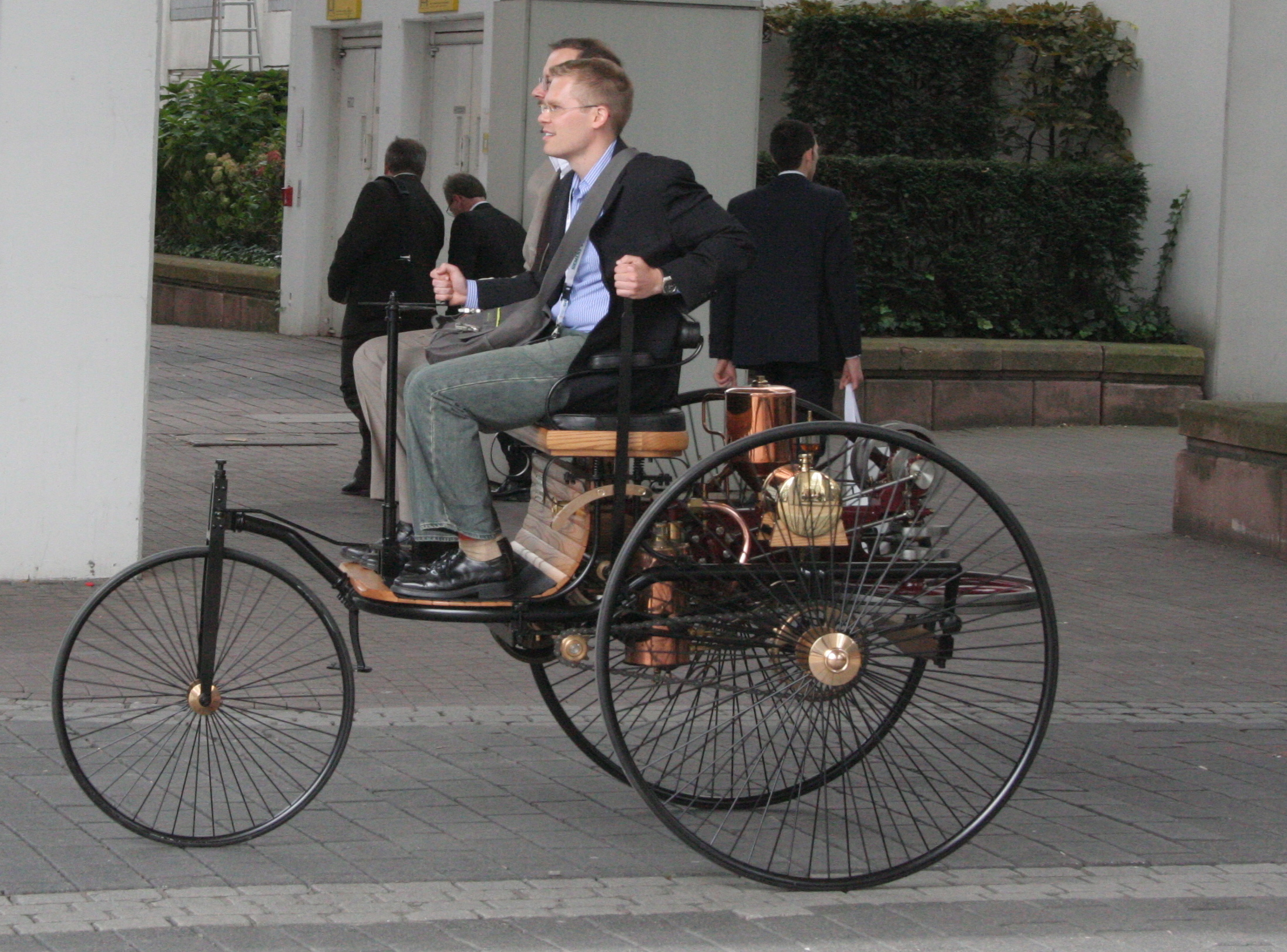
Replika vozu Benz Patent-Motorwagen Nummer 1 v pohybu

Pohon vozu představoval jednoválcový čtyřtaktní zážehový motor o objemu 0,954 litru. Řada prvků tohoto motoru se dodnes vyskytuje u spalovacích motorů: kliková hřídel s protizávažím, elektrické zapalování, vodní chlazení.
Podle Benzova měření byl výkon motoru 0,67 HP (0,5 kW) 250 ot./min. (podle pozdějších testů Technické univerzity ve Stuttgartu mohl motor poskytovat 0,9 HP (0,67 kW) při 400 ot./min.) Na svou dobu šlo o extrémně lehký motor o hmotnosti asi 100 kg. Měl otevřenou klikovou skříň a odkapávací olejový systém. Motor stabilizoval velký horizontální setrvačník.
Odpařovací karburátor pro přípravu směsi obsahoval zásobu 1,5 litru paliva a byl řízen šoupátkem pro regulaci výkonu a otáček motoru. Toto šoupátko bylo pod sedadlem řidiče. Zapalování věnoval Benz mnoho času a vývoje, než našel řešení, které odpovídalo nízkému výkonu tehdejších baterií. Pro zvýšení napětí použil indukční cívku. Zapalovací svíčku vyvinul Benz sám, pozdější výzkum ukázal, že materiál jejích elektrod víceméně odpovídal komerčním zapalovacím svíčkám z třicátých let 20. století.
Chlazení spalovacího motoru byl zvláštní problém, jelikož nešlo motor připojit k vodovodu jako u stacionárních motorů. Využil tedy jednoduché chlazení odpařováním, které se ukázalo být u malého výkonu motoru účinné a dostatečné. Na 100 kilometrů vůz spotřeboval 10 litrů paliva, kterým byl lehký benzín ligroin, v té době prodávaný v lékárnách jako čistič na skvrny.
Rám vozu byl ze svařovaných ohýbaných ocelových trubek. Celé vozidlo bylo postaveno jako tříkolový velocipéd (viz patent). Přední kolo viselo na neodpružené vidlici a bylo řízeno klikou. Benz sám vyráběl všechny tři obruče potažené pevnou gumou. Kola dodávala továrna jízdních kol Adler ve Frankfurtu nad Mohanem. V kolech již bylo kuličkové ložisko. Přenos výkonu motoru od klikové hřídele k zadním kolům byl řešen pomocí dvou plochých řetězů, vlevo a vpravo od předlohy s diferenciálem. Na hřídeli předlohy byl vedle kotouče pro záběr také kotouč pro volnoběh. Plochým řemenem, který zastával také úlohu spojky, se poháněla zadní pevná náprava, přes eliptická péra spojená s rámem vozu. Tento první automobil měl pouze jeden rychlostní stupeň v podobě pevně instalovaného disku a integrovaný diferenciál. Neměl žádné další převodové stupně a ani zpátečku.
Místo spojky zde pracoval mezi motorem a hřídelí plochý pás. Vůz používal k brzdění ruční páku na hřídelní řemenici.

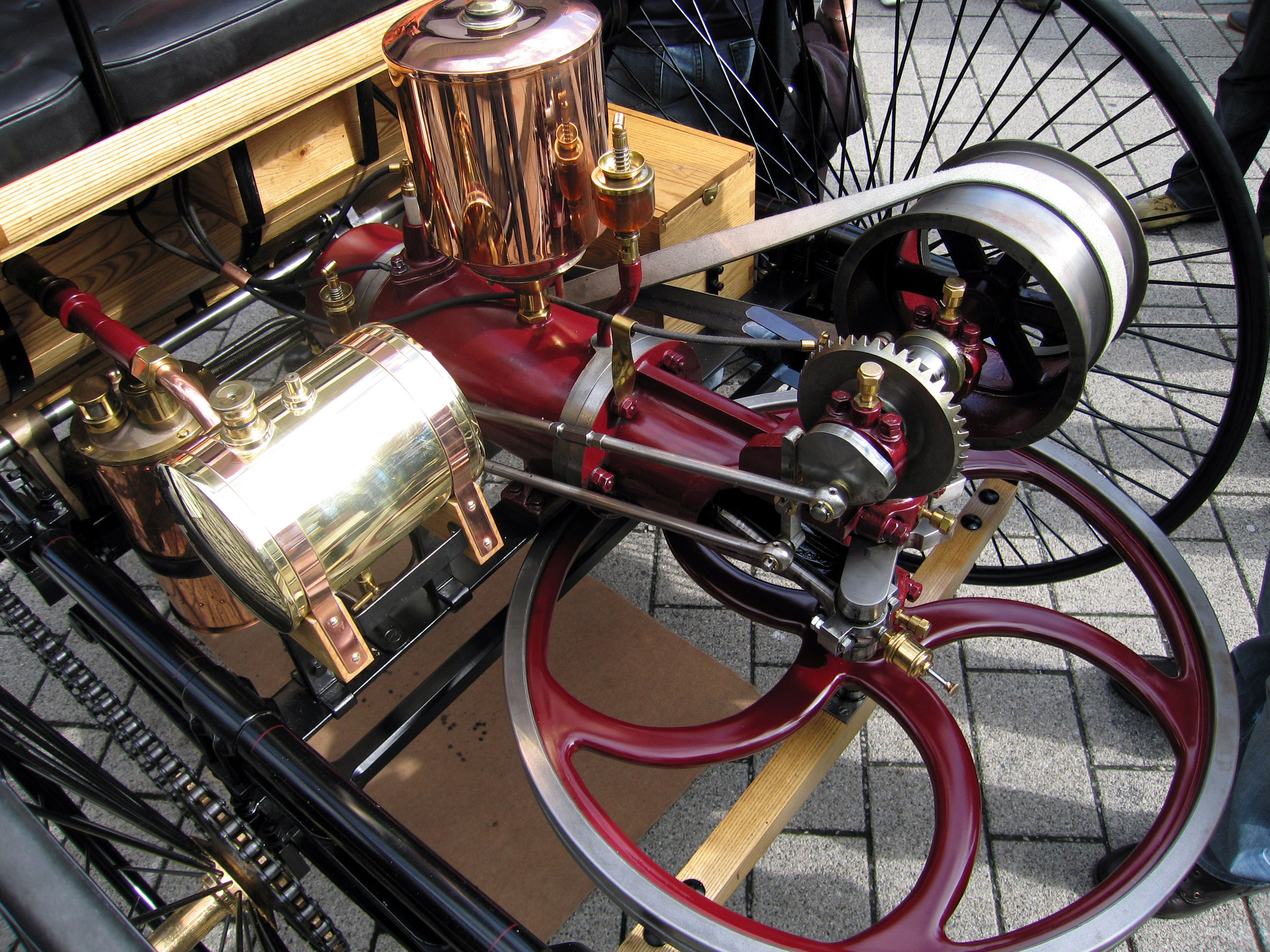
Motorwagen 1, replika: motor a pohon
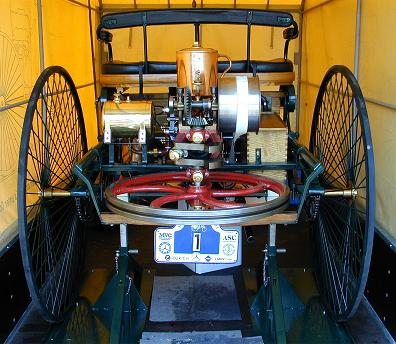
Motorwagen 1, replika: setrvačník